# Fair-finance Vorsorgekasse
fair-finance ist eine von Österreichs acht Vorsorgekassen mit Sitz in Wien, wurde 2010 von Markus Zeilinger gegründet und hat das Thema Impact als zentrales Element im Geschäftsmodell verankert. Schwestergesellschaften der Vorsorgekasse sind fair-finance Asset Management und buildings4future.

## Allgemeines
Als Mitarbeitervorsorgekasse besteht ihre primäre Aufgabe in der sicheren Verwaltung und Veranlagung jener Beiträge, die selbständige Erwerbstätige und Arbeitgeber für ihre Mitarbeiterinnen und Mitarbeiter nach dem Betrieblichen Mitarbeiter- und Selbständigenvorsorgegesetz (BMSVG) zu leisten haben.
Mittlerweile verwaltet die fair-finance Vorsorgekasse über 953 Millionen Euro an Vermögen für mehr als 513.000 Anwartschaftsberechtigte. (Stand: März 2023)
Die Leitzahl der Vorsorgekasse ist 71150.
Sie ist die erste Vorsorgekasse, deren Betrieb gemäß ISO 27001 (Betrieb einer Vorsorgekasse) zertifiziert ist. Zusätzlich wurde sie auch gemäß EN ISO 9001 zertifiziert.